# غوردون غولد
غوردون جولد (بالإنجليزية: Gordon Gould)‏ (17 من يوليو 1920م – 16 من سبتمبر 2005م) عالم أمريكي فيزيائي، وهو كثيرًا ما يُنسب إليه - ولكن ليس بصورةٍ عالمية - اختراع الليز. ويشتهر جولد بكفاحه الطويل الذي استمر ثلاثين عامًا مع مكتب الولايات المتحدة لتسجيل براءات الاختراع والعلامات التجارية؛ وذلك لكي يحصل على براءات اختراع الليزر والتكنولوجيات ذات الصلة. وقام أيضًا بمقاضاة الشركات المصنّعة لليزر؛ فتوجه لساحات القضاء لتنفيذ حقه في براءات الاختراع التي حصل عليها في النهاية.

## اختراع الليزر
بحلول عام 1957م، كان يبحث الكثير من العلماء ومن بينهم العالم تاونز عن وسيلة لابتكار أداة تضخيم لموجات الضوء المرئي مماثلة لأداة المازر. في شهر نوفمبر من ذلك العام، أدرك جولد أنه يستطيع القيام بوظيفة المرنان البصري الملائمة باستخدام مرآتين على شكل مقياس التداخل فابري-بيرو (Fabry–Pérot interferometer). على عكس التصاميم المعروفة سابقًا، يتّبع هذا التصميم نهجًا مختلفًا من خلال إنتاج شعاع ضيق ومتسق ومكثّف. كما يمكن بسهولة ضخ وسيط كسب ضوئيًا لتحقيق انقلاب التعداد اللازم؛ ويساعد في ذلك الجوانب المجوّفة غير العاكسة. ولقد اهتم جولد أيضًا بضخ الوسيط بواسطة اصطدامات المستوى الذري، وتوقع جولد لهذا الجهاز العديد من الاستخدامات الممكنة.
سَجّل جولد تحليله واقترح التطبيقات في دفتر المعمل تحت عنوان «بعض الحسابات التقريبية حول جدوى الليزر: تضخيم الضوء بانبعاث الإشعاع المحفز» (ويعتبر هذا أول استخدام مسجل لاختصار كلمة ليزر). كان دفتر ملاحظات جولد بمثابة أول فرضية تكتب عن عمل ليزر قابل للتطبيق؛ وبالتالي ذهب بما توصل إليه - حاملاً دفتره في يده - إلى مكتب الحي ليوثق اختراعه. اكتشف آرثر شاولو وتشارلز تاونز — بعد حوالي ثلاثة أشهر — بصورةٍ مستقلة أهمية تجويف فابري-بيرو، وسَمّيا ما توصلا إليه من جهازٍ مقترح «المازر البصري». قُدم الاسم الذي أطلقه جولد على الجهاز لأول مرة إلى العامة في العرض التقديمي لمؤتمر عام 1959م، وهناك تم الأخذ به رغم معارضة شاولو وزملائه.
وبسبب رغبته في الحصول على براءة الاختراع، واعتقاده الخاطئ أنه يستطيع أن يحقق ذلك من خلال إنشاء جهاز ليزر فعال؛ ترك جولد جامعة كولومبيا دون أن يُكمل رسالة الدكتوراه وانضم بعد ذلك إلى شركة أبحاث خاصة تسمى مجموعة الأبحاث التقنية (Technical Research Group). وأقنع جولد صاحب العمل الجديد بتدعيم بحثه؛ فحصلا على التمويل من وكالة مشاريع البحوث المتطورة الدفاعية (Advanced Research Projects Agency)، بمساعدة تشارلز تاونز. لسوء حظ جولد، أعلنت الحكومة سرية المشروع وحظر نشر معلوماته؛ وبالتالي تطلب العمل عليه بصفة رسمية تصريحًا أمنيًا. ولكن جولد لم يتمكن من الحصول على التصريح؛ بسبب مشاركته قديمًا في الأنشطة الشيوعية. ولهذا تابع ممارسة عمله في شركة مجموعة البحوث التقنية، عاجزًا عن الإسهام المباشر في المشروع من أجل تحقيق أفكاره. هذا وقد نجح تيودور مايمان في إنشاء أول ليزر فعال في معامل أبحاث هيوز (Hughes Research Laboratories)، لتُهزم بذلك شركة مجموعة الأبحاث التقنية في السباق؛ بسبب الصعوبات التقنية وعدم قدرة جولد على المشاركة.

## روابط خارجية
- غوردون غولد على موقع الموسوعة البريطانية (الإنجليزية)
- غوردون غولد على موقع مونزينجر (الألمانية)
- غوردون غولد على موقع إن إن دي بي (الإنجليزية)